# گرده‌افشانی پرندگان

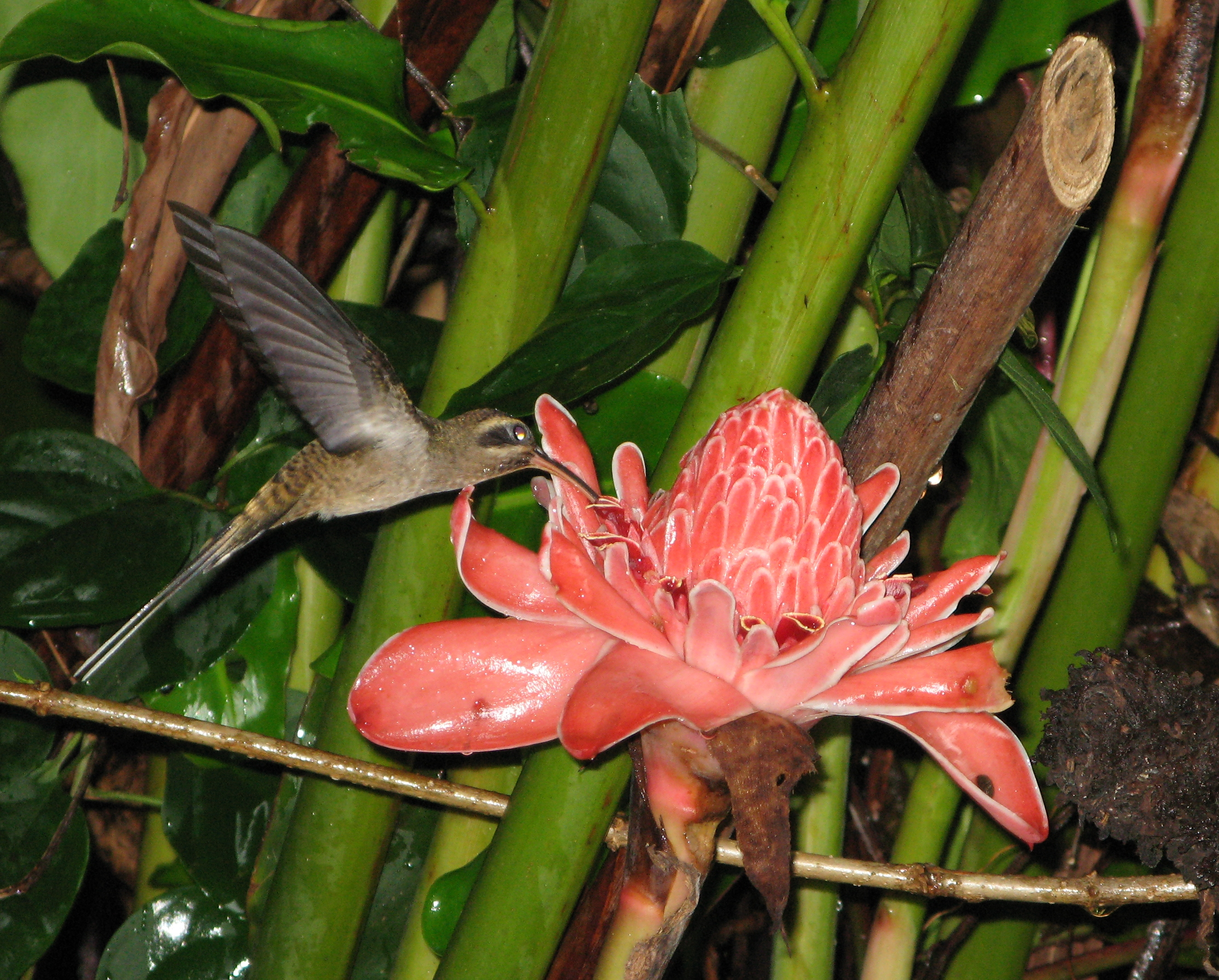
مرغ مگس Phaethornis longirostris روی گل‌آذین Etlingera

گرده‌افشانی پرندگان (Ornithophily)، گرده افشانی گیاهان گلدار توسط پرندگان است. این ارتباط گاهی (اما نه همیشه) تکاملی از گرده‌افشانی حشرات (Entomophily) ناشی می‌شود و به‌ویژه در برخی از نقاط جهان، به ویژه در مناطق استوایی، آفریقای جنوبی، و در برخی زنجیره‌های جزیره به خوبی گسترش یافته‌است. این ارتباط شامل چندین سازگاری گیاهی متمایز است که " سندرم گرده‌افشانی " را تشکیل می‌دهد. گیاهان معمولاً دارای گل‌های رنگارنگ، اغلب قرمز، با ساختارهای لوله‌ای دراز هستند که شهد زیادی را در خود نگه می‌دارند و جهت‌هایی از پرچم و کلاله دارند که تماس با گرده‌افشان را تضمین می‌کند. پرندگان درگیر در گرده‌افشانی معمولاً شهدخواران متخصص با برس‌مانند براق و نوک بلند هستند که یا توانایی درجا بال‌زنی را دارند یا به اندازه کافی سبک هستند که روی ساختارهای گل بنشینند.

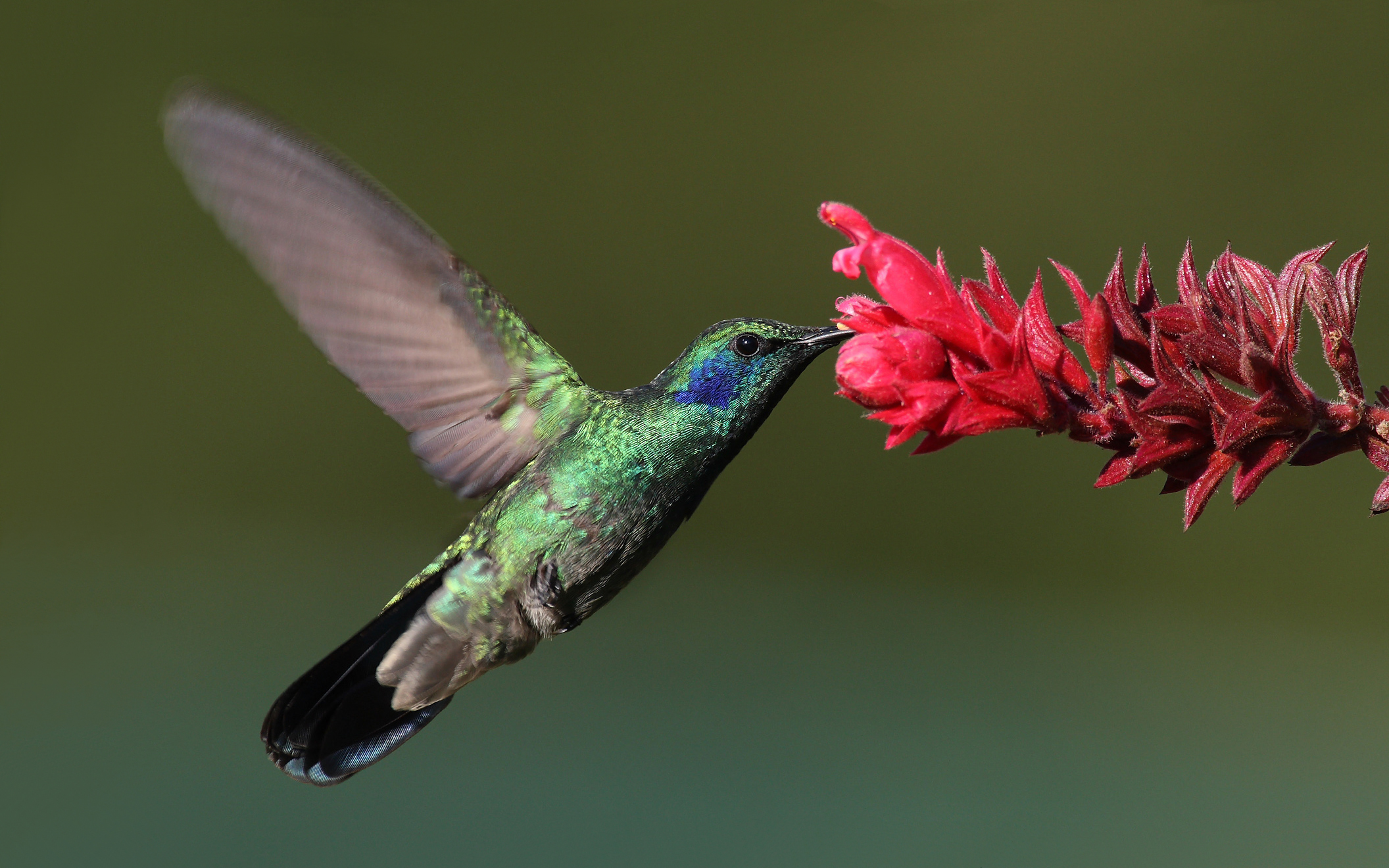
گوش‌بنفش کوچک

## جستار بیشتر
- جانورگشنی (گرده‌افشانی توسط مهره‌داران)